# یواس‌اس بانگاست (دی‌یی-۷۳۹)
یواس‌اس بانگاست (دی‌یی-۷۳۹) (به انگلیسی: USS Bangust (DE-739)) یک کشتی بود که طول آن ۳۰۶ فوت (۹۳ متر) بود. این کشتی در سال ۱۹۴۳ ساخته شد.